# Békeház
A Békeház (hangul: 평화의 집, Phjonghvai csip, handzsa: 平和의 집, RR: Pyeonghwa-ui jib) egy 1989. december 19-én megnyitott háromszintes épület a Koreai demilitarizált övezetben, Panmindzson (Panmunjeom) település déli részén. Jogilag a dél-koreai Kjonggi (Gyeonggi) tartomány Phadzsu (Paju) város Kunne-mjon (Gunnae-myeon) Csoszan-ri (Josan-ri) része. 2018. április 27-én itt került sor a 2018. áprilisi Korea-közi találkozóra. Az észak-koreai sajtóban nevét gúnyosan macskakörmök közé szorítva emlegetik.